# NPO Lávochkin
Sociedad Científica y de Producción S. A. Lávochkin o Asociación Lávochkin (en ruso: Научно-производственное объединение им. С. А. Лавочкина) es una empresa rusa de diseño e ingeniería aeronáutica y aeroespacial, que ha participado en los programas Lunojod, Vega 1 y 2, Phobos (Fobos-Grunt), Mars 96, Cosmos 1, Soyuz-FG, etc.
En 1960, a la muerte de su diseñador jefe Semión Lávochkin el 9 de junio, la oficina soviética OKB-301 fue renombrada y dio lugar a "S.A. Lávochkin" (actualmente NPO Lávochkin).